# 4909 Couteau
4909 Couteau (1949 SA1) là một tiểu hành tinh vành đai chính được phát hiện ngày 28 tháng 9 năm 1949 bởi Marguerite Laugier ở Nice.